# گمینا کویزن
گمینا کویزن (به لهستانی:  Gmina Kwidzyn) یک گمینا در لهستان است که در شهرستان کفیدزن واقع شده‌است. گمینا کویزن ۲۰۷٫۲۵ کیلومتر مربع مساحت و ۱۰٬۳۰۶ نفر جمعیت دارد.